# ×Trisetokoeleria gorodkowii
Trisetokoeleria gorodkovii là một loài thực vật có hoa trong họ Hòa thảo. Loài này được (Roshev.) Tzvelev miêu tả khoa học đầu tiên năm 1970 publ. 1971.